# Restless Heart (Whitesnake)
| Recensione | Giudizio |
| ---------- | -------- |
| AllMusic   |          |

Restless Heart è il nono album in studio del gruppo musicale britannico Whitesnake, pubblicato nel marzo del 1997 dalla EMI, il primo ad essere prodotto dallo stesso Coverdale.
Il disco, contrariamente ai precedenti, è accreditato a nome "David Coverdale & Whitesnake" per motivi contrattuali.
David Coverdale inciderà una nuova versione del brano Too Many Tears per il suo album solista successivo, Into the Light (2000).

## Tracce
Testi e musiche di David Coverdale e Adrian Vandenberg, eccetto dove indicato.
1. Don't Fade Away – 5:02
2. All in the Name of Love – 4:42
3. Restless Heart – 4:50
4. Too Many Tears – 5:44
5. Crying – 5:34
6. Stay with Me (cover di Lorraine Ellison) – 4:09 (Jerry Ragovoy, George David Weiss)
7. Can't Go On – 4:27
8. You're So Fine – 5:10
9. Your Precious Love – 4:34
10. Take Me Back Again – 6:02
11. Woman Trouble Blues – 5:35

Tracce bonus dell'edizione giapponese
1. Anything You Want – 4:11
2. Can't Stop Now – 3:27
3. Oi (strumentale) – 3:47 (Coverdale, Vanderberg, Denny Carmassi)

## Formazione
- David Coverdale – voce
- Adrian Vandenberg – chitarre
- Guy Pratt – basso
- Brett Tuggle – tastiere e cori
- Denny Carmassi – batteria e percussioni

### Altri musicisti
- Elk Thunder – armonica
- Tommy Funderburk, Beth Anderson, Maxine Waters – cori

### Produzione
- David Coverdale – produzione
- Bjorn Thorsrud – ingegneria del suono
- Mike Shipley – missaggio
- Eddie Schreyer – mastering

## Classifiche
| Classifica (2021) | Posizione massima |
| ----------------- | ----------------- |
| Grecia            | 62                |